# Revolutionen
Revolutionen ist ein Roman von Jean-Marie Gustave Le Clézio, der 2003 bei Gallimard unter dem Titel „Révolutions“ auf Französisch und 2006 bei Kiepenheuer & Witsch auf Deutsch erschien. Er spielt mit der Hauptfigur, dem jungen Jean Gildas Marro, in den 1950er und 1960er Jahren in Nizza, London, Mexiko-Stadt und auf Mauritius. Über einen Erzählstrang, in dem ein Vorfahr der Hauptfigur erzählt, reicht er in die Französische Revolution zurück. Der Begriff „Revolution“ wird aber in einem weiteren Sinne verwendet, worin der Plural im Titel seine Erklärung findet.

## Inhalt
Die Romanhandlung ist thematisch auf mehreren Ebenen angesiedelt:
- Der Lebensweg des Protagonisten Jean Gildas Marro zwischen seinem 16. und 28. Lebensjahr.

Seiner Darstellung sind drei weitere Handlungsstränge zugeordnet:
- Der Lebensweg von Jean Eudes Marro von seinem 18. Lebensjahr im Jahre 1792 bis 1825
- Drei Generationen des Lebens von Schwarzafrikanern zwischen der 1817 noch existierenden Sklaverei und dem späteren Leben in Freiheit
- Die Lebensgeschichte der Großtante von Jean Gildas Marro, die 1890 auf Mauritius beginnt und 1968 in Nizza endet

Diese Handlungsstränge werden in 7 Kapiteln abwechselnd oder mit Unterbrechungen oder erst später einsetzend verfolgt. Die Formen der Darstellung wechseln zwischen der Erzählung in der dritten Person, der Ich-Erzählung, dem Tagebuch und Briefen.

### Jean Gildas Marro
Jean ist das Alter Ego des Autors und Sohn von Eltern, deren Leben ähnlichen Linien folgt wie das der Eltern von Fintan in Onitsha oder Der Afrikaner. Der 1907 in Mauritius geborene Raymond Marro, der als britischer Offizier in Malaysia diente, aber den Kolonialismus „als die größte Schande unseres Zeitalter“ bezeichnet (S. 32) und die Seiten wechselte, scheiterte allerdings nicht in Afrika, sondern in Ipoh, wo er der zur Terroristin erklärten Lee Meng, einer chinesischstämmigen kommunistischen Revolutionärin, half (S. 368).

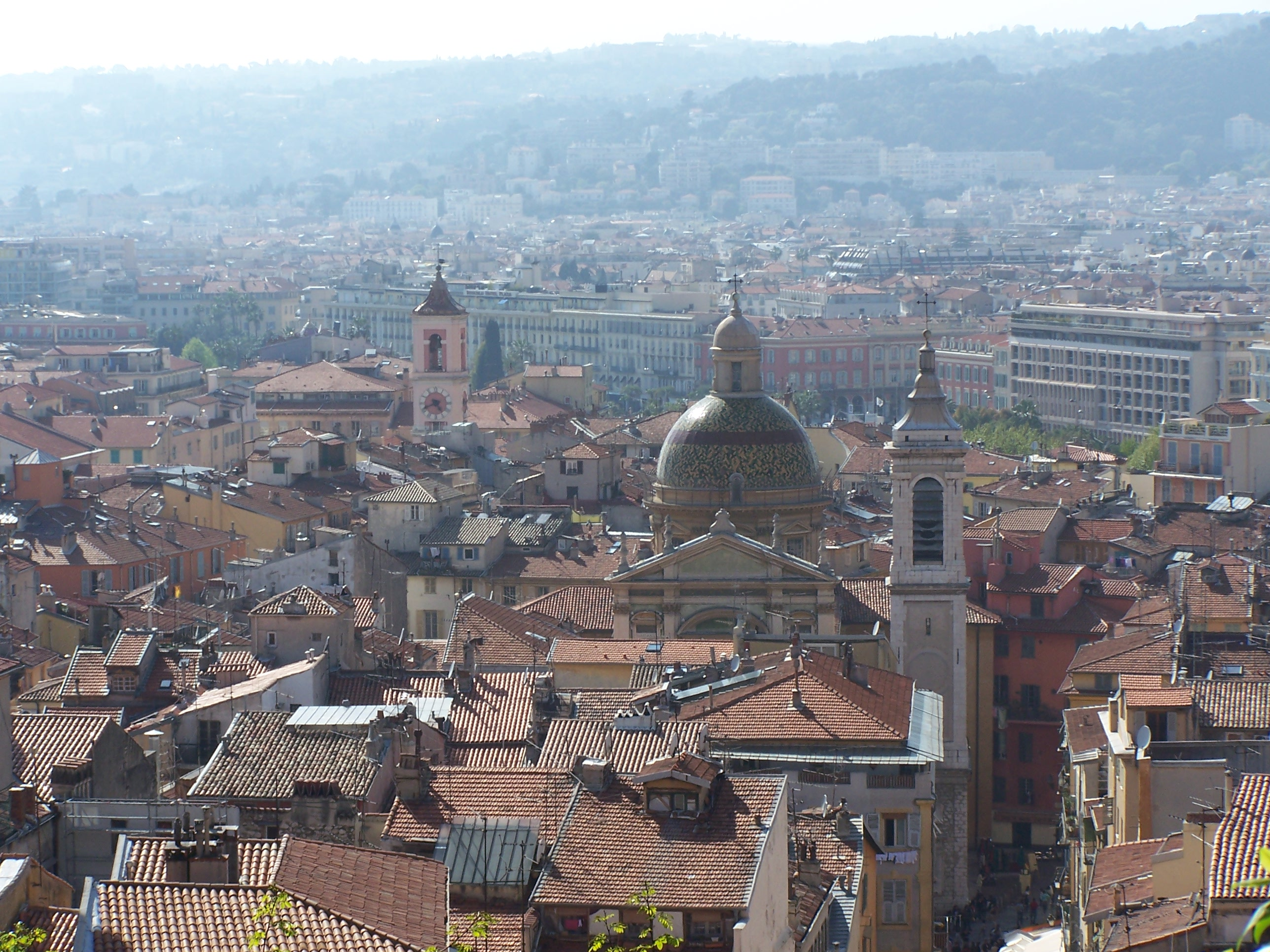
Blick auf die Altstadt von Nizza

Jean wird in Ipoh geboren, nach der Geburt nimmt ihn seine Mutter mit nach Frankreich, woher sie stammt. Jean besucht seinen Vater als 8-Jähriger in Malaysia für ein Jahr. Dieser kommt dann gebrochen und krank nach Nizza, das ungenannt bleibt, aber mit einigen Indizien kenntlich gemacht wird, und lebt dort mit seiner Familie. Jean fühlt sich in der Stadt nur an wenigen Stellen wohl. Das Gymnasium bleibt ihm verabscheuenswert.
Höhepunkte im Leben des 16-Jährigen sind seine Besuche bei seiner Großtante Catherine Marro, die 1910 aus wirtschaftlichen Gründen mit ihrem Familienzweig das geliebte Anwesen „Rozilis“, worin der Name des Schiffes fortlebt, mit dem der erste Vorfahr aus Frankreich auswanderte, aufgeben musste, und sein Umgang mit dem älteren Schüler Santos Balas von andalusisch-marokkanisch-jüdischer Herkunft. Seine Tante macht ihn mit ihren Erinnerungen an ihre als Paradies erlebte Kindheit und Jugend vertraut und sieht in ihrem Großneffen die Fortsetzung der mit Jean Eudes begonnenen Marro-Familie: „(...) du hast dasselbe Blut in den Adern, er und du, ihr seid ein und derselbe“ (S. 49 f.) – Der erwachsen wirkende Santos, der auch malt, wird zum Gesprächspartner für den Austausch über ihre gemeinsame Lektüre von Heraklit, Parmenides und Anaxagoras. „Anaxagoras wird sein“ ist die magische Formel Santos’, die an den zweimal zitierten Satz des Parmenides anschließt: „Wo ich auch anfange, ist und bleibt das Seiende; denn darauf werde ich immer wieder zurückkommen.“ Im Unterschied zu Tante Catherines Reinkarnationsdenken, das für sie jedoch das Versprechen der Freiheit beinhaltet, sagt Santos von Jean, dass der noch nicht wisse, wer er sei, aber eines Tages wissen werde, was er suche (S. 151).
In Nizza kommt Jean nicht nur über die im Hafen ankommenden Flüchtlingsschiffe aus Algerien mit dem Krieg in Berührung, sondern muss auch erleben, wie sein Freund Santos als Wehrpflichtiger in diesem Kolonialkrieg fällt. Ein anderer älterer Schulkamerad erzählt ihm während eines Urlaubs, mit welchen Praktiken dort Krieg geführt wird. Jean hält in einem Tagebuch nicht nur fest, welche Filme in den Kinos laufen, sondern von wie vielen Verhaftungen und getöteten Rebellen die Medien berichten.
Nach dem Abitur und ersten, ihn nicht weiter bindenden Sex- und Liebeserfahrungen nutzt er seine englische Staatsangehörigkeit, in deren Besitz er neben der französischen ist, um sich bis zum 26. Lebensjahr vom Militärdienst zurückstellen zu lassen, und geht zum Medizinstudium nach London. Dort lebt er im Osten in der multiethnischen Jamaica Road, befreundet sich mit einem Deutschen und einem kosakenstämmigen ukrainischen Ex-Soldaten, der staatenlos ist und zeitweise in seinem Zimmer lebt, und unterhält zu einer Krankenschwester eine Liebesbeziehung, für die „er nur ein banales, alltägliches und gleichsam hygienisches Interesse aufbrachte“ (S. 349), an deren warmen Körper er sich nachts trotzdem klammert, „um nicht weggeschwemmt zu werden“ (S. 352). Ohne endgültigen Studienabschluss verlässt er nach 5 Jahren London – „Du gehörst nicht in diese Stadt, du gehörst niemandem, (...) du musst weggehen“ (S. 350) –, hält sich kurz in Nizza auf, lernt dort die 18-jährige Kabylin Mariam kennen und lieben, die vor dem Algerienkrieg aus Oran geflohen ist und gerade ihr Abitur macht. Jean denkt, dass sie wie er nirgendwoher stamme (S. 384).
Er verlässt aber aus Furcht, doch noch zum Militärdienst eingezogen zu werden, ohne Ankündigung Frankreich und geht nach Mexiko.

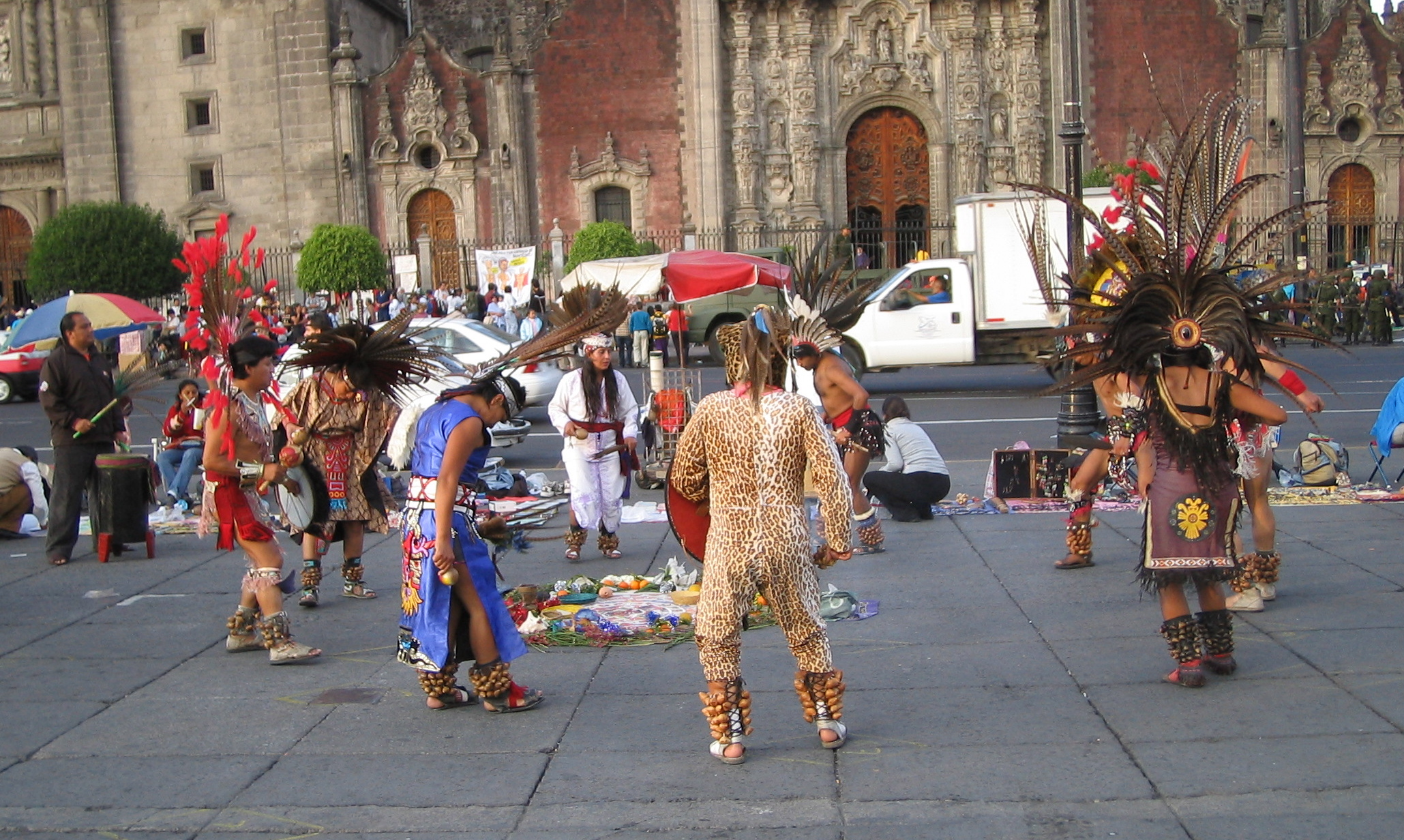
Indio-Folklore in Mexiko

Dort schlägt er sich mit Englischunterricht durch und kann Anschluss ans „Institut français d’Amérique latine“ finden. Er lebt im Indio-Viertel „Colonia Guerrero“. Ein zynischer ehemaliger Résistance-Kämpfer und jetziger französischer Botschaftsattaché teilt ihm seine Sichtweise zur Lösung der Probleme in Mexiko mit: „Solange die Indios nicht ausgerottet sind, wird dieses Land immer unterentwickelt bleiben“ (S. 475). Jean ist indessen mit Indios befreundet und ist ihnen behilflich, wenn sie sich dem Migrantenstrom zum Überqueren der Grenze in die Vereinigten Staaten anschließen wollen. Ein „alter Krieg“ spielt sich hier ab (S. 487) und gipfelt vor den Olympischen Sommerspielen 1968 im Massaker von Tlatelolco. Jean schreibt Mariam darüber einen Brief. Nach seiner schnellen Abreise aus Nizza teilt er ihr jetzt genauso unvermittelt mit, „dass wir heiraten und Kinder haben werden, das erste Kind, das wir bekommen, wird Jemima-Jim heißen zum Gedenken an Jeanne Odile (Gefährtin von Santos) und Santos. Jemima, wenn es ein Mädchen ist, Jim, wenn es ein Junge ist“ (S. 469 f.).
Nachdem Jean und Mariam geheiratet haben, Jean noch eine Wehrdienstleistung zu erbringen haben wird, bevor er an der Medizinischen Militärakademie sein Studium beenden kann, machen sie eine Reise nach Mauritius. Jean erkennt noch Spuren aus Tante Catherines Erzählungen, findet auch den Platz ihres Lieblingsaufenthalts und die Grabstelle der ersten eingewanderten Marro-Familie. Wie er später von Mariam erfährt, war es in der Nacht nach dem Grabbesuch, dass sie schwanger geworden ist und ein Kind, „ein neues Gesicht auf dem Strom ihrer Geschichte“, zur Welt bringen wird, das eine Namensbrücke zu seinem Jugendfreund und dessen Witwe schlagen wird.

### Die weiteren Handlungsstränge

#### Jean Eudes Marro zwischen 1792 und 1825
Jean Eudes ist Anhänger der Französischen Revolution und meldet sich als 18-Jähriger 1792 freiwillig, um sie gegen die koalierte europäische Adelsmacht zu verteidigen. Er nimmt an der Kanonade von Valmy teil. Nach dem Sieg muss er 1794 als Sergeant in die Bretagne, wo er Nahrungsmittel für die Republik requirieren soll. Angesichts der Armut der Bevölkerung und des zentralistischen Umgangs mit den Bretonen, die um ihre Sprache gebracht werden sollen, quittiert er seinen Dienst. Er heiratet seine Jugendliebe Marie Anne, gerät mit einem Offizier wegen seiner langen Haartracht aneinander, sieht für sich auch seiner Besitzlosigkeit halber kein Auskommen mehr und will wie viele andere Bretonen auch auswandern. Denn seit die Bretagne 1488 ihre Unabhängigkeit von Frankreich verlor, war sie zu einem verarmten Landstrich verkommen, wie Jean Gildas bei einer Spurensuche 1969 herausbekommt (S. 535–539). 

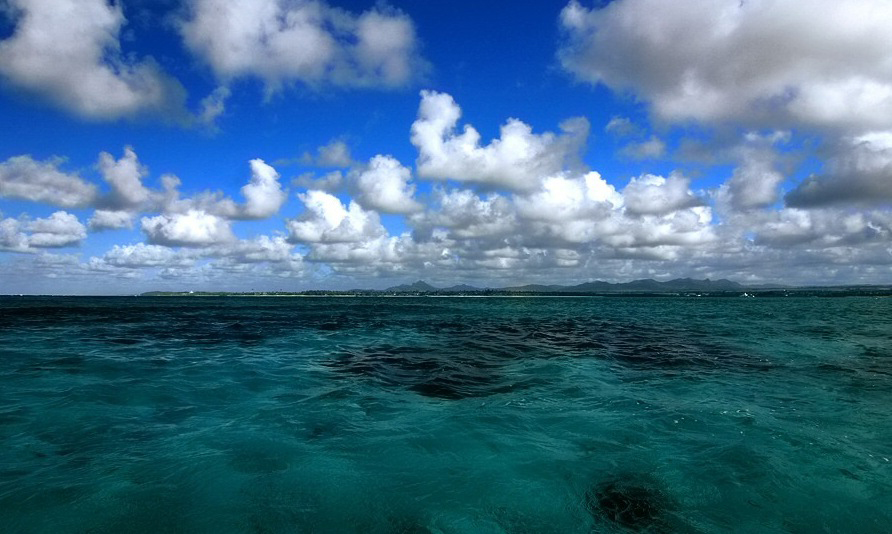
Blick vom Meer auf Mauritius

Das Schiff „Rozilis“ – der gleiche Name, den später das Anwesen der Marros im Landesinneren von Mauritius trägt – bringt Jean Eudes mit seiner Frau und seiner ersten Tochter zur „Isle de France“, wie Mauritius bis zur Eroberung durch die Engländer hieß. Die Ankunft ist desillusionierend. Sie geraten in eine kolonialistische Sklavenhaltergesellschaft (S. 226 ff.), in der es ihnen schwerfällt, zum Beispiel für ihre Alphabetisierungsvorhaben Anhänger zu finden. Alle Sklavenbefreiungsversuche bleiben individueller Initiative überlassen und werden entsprechend geahndet. Unter englischer Herrschaft verändert sich das nicht, so dass die Sklaverei erst nach etlichen Aufständen und einem verheerenden Inselsturm 1825 abgeschafft wird. Die Marros verlassen 1825 die Küste, errichten im Landesinneren das Anwesen „Rozilis“, von wo sie Holzanbau und ein Sägewerk betreiben. Die Gewinnverteilung und die Freiheit der Arbeit werden vertraglich festgelegt (S. 516 f.).

#### Sklaverei in Mauritius
Der bereits von Bernardin de Saint-Pierre beschriebenen bewundernswerten Natur (S. 230, 239) entsprechen im Unterschied zu der an Jean-Jacques Rousseau orientierten romanhaften idyllischen Romandarstellung in „Paul et Virginie“ die sozialen Verhältnisse überhaupt nicht. Es ist nicht einmal möglich, dass ein Franzose eine Frau kreolischer Mischlingsherkunft heiraten darf, ohne ausgebürgert und deportiert zu werden (S. 239). Seit der Kolonialisierung durch die Holländer leben entlaufene Sklaven in den Bergen und verunsichern die Bevölkerung, weil sie beständig Zulauf erhalten.
In den mit „Kilwa“ überschriebenen vier Abschnitten werden drei Generationen von Schwarzafrikanern bis zu ihrem Leben in Freiheit vorgestellt. Es beginnt mit Kiambé, die als 10-Jährige aus Innerafrika entführt und von den Dieben an einen Marabout verkauft wird, der sie über Arusha und Sansibar in Kilwa Kisiwani an einen Europäer veräußert, der Sklaven nach Mauritius liefert. Kiambé arbeitet bei einer Französin im Haushalt, muss dann Zuckerrohr schneiden und einen Sklaven heiraten, bevor sie zu den Maroons in die Berge fliehen kann. Dort wird sie die Gefährtin des Anführers und lebt in ständiger Furcht vor den Milizsoldaten, die entlaufenen Sklaven die Hand abschlagen. Der Anführer wird von seinesgleichen verraten, in der Hauptstadt öffentlich hingerichtet und sein abgeschlagener Kopf auf einem Pfahl zur Schau gestellt. Während sein Leichnam an unbekannter Stelle verscharrt wird, soll sein Kopf, in Alkohol eingelegt und mumifiziert, die Souvenirsammlung eines englischen Apothekers bereichert haben (S. 504). Kiambé kommt in eine Irrenanstalt, wird aber freigelassen und kann das Kind von ihrem hingerichteten Gefährten austragen. Ihre Enkelin erhält als Vermächtnis ihre Halskette, ein Geschenk ihres Geliebten.

#### Catherine Marro, * 1890; † 1968
Catherine lebte seit ihrem Weggang aus Mauritius als junge Frau zunächst in Paris, verlor ihre ebenfalls ledig gebliebene jüngere Schwester und lebt jetzt seit 20 Jahren allein, fast erblindet und arthritisch im obersten Stock des heruntergekommenen Mietshauses „La Kataviva“. Wenn Jean sie besuchen kommt, tastet sie wie in einem Ritual gern seine Gesichtszüge ab, bevor er Tee zubereitet und sie zum Erzählen aus ihrer Kindheit und Jugend auffordert. Er hat den Eindruck, dass nur ihre Zeit in „Rozilis“ Spuren in ihrem Leben hinterlassen hat. Beim Zuhören kann sich Jean eine paradiesische Kindheit erträumen („Eine geträumte Kindheit“ heißt das erste Kapitel). Mit einer indischstämmigen Freundin geht es am Fluss an eine Stelle, die wie ein anderes Kapitel „Ende der Welt“ heißt. Dort verstummen die Menschen, und die Pflanzen sprechen.
Als Catherine schwächer wird und in ein Pflegeheim kommt, weiß Jean inzwischen so viel, dass er die stumm gewordene Tante mit ihren eigenen Geschichten unterhalten kann. Als sie stirbt, erhält er den letzten Teil ihres Tagebuches, in dem es nach 1910 keinen Eintrag mehr gibt.
Ein Stockwerk unter Tante Catherines Wohnung in „La Kataviva“ begegnet Jean manchmal einer wenig älteren schönen, aber taubstummen Vietnamesin, die ein General aus Hanoi aus dem Indochinakrieg mitgebracht hat. Jean verliebt sich in sie, kann sie aber kaum sehen, da sie nur zum Einkaufen die Wohnung ihrer Familie verlassen kann. Eines Tages ist sie verschwunden. Jean erfährt, dass sie an einen Mann verkauft wurde und später depressiv und drogenabhängig in ein Heim eingewiesen wurde.

## Zum Titel „Revolutionen“
In der deutschen Übersetzung verschwindet an manchen Stellen das Wort „Revolution“, wo es im Original steht, und wird durch „Aufstand“ ersetzt. So spricht Kiambé von der „révolution des esclaves“ und von „révolte des esclaves“, das ebenfalls der Wortfamilie von „Revolution“ angehört. In einem anderen Zusammenhang, in dem der „Revolutions“-Begriff vom Sinn her wichtig ist, steht „Umlaufzeit“. Als nämlich Jean aus London nach Nizza zurückkehrt und ihm bekannte Orte aufsuchen will, findet er sie nur noch entstellt wieder, oder sie sind durch Bautätigkeit verschwunden: „Die Sonne der Philosophie war in ihre verdunkelte Phase eingetreten. Jean dachte, dass die Umlaufzeit sehr lange dauern werde“ (S. 423). Im Original heißt es: „Jean pensait que longue serait la révolution.“

## Rezeption
Die französische Kritik sieht in „Revolutionen“ eine erneute Auseinandersetzung mit den im Erstling „Das Protokoll“ von 1963 dargestellten Themen, nämlich die Erfahrung des Andersseins gegenüber den gesellschaftlich akzeptierten Kodierungen, die allerdings in der Hauptfigur Adam Pollo in die Psychiatrie führen. Das entspricht einer Selbstaussage Le Clézios, der meint, dass er seit „Das Protokoll“ an seiner Autobiographie schreibe. Darüber hinaus wird im Anschluss an den ebenfalls so eingeschätzten „Onitsha“-Roman das Motiv der Initiationsreise herausgearbeitet, für das Le Clézio im Anschluss an Mircea Eliade einige Metaphern gesetzt habe. So führe das Herumirren in der Stadt eines Tages zum Schwimmen im Meer. Dabei begibt er sich, weil er zu weit hinausschwimmt, in Lebensgefahr und begegnet am späten Umkehrpunkt einem Mondfisch (S. 98 f.). Sein Umgang mit den Vorsokratikern gilt als weiterer Schritt, nämlich als geistige Initiation in die kosmogonische Gnosis. Seine Reise mit Mariam nach Mauritius und seine Waschung im Quellwasser des wiedergefundenen Flusses wird als Reise zu den Ahnen gedeutet. Allerdings führe sie nicht zur Wiederaufnahme und Fortsetzung des Gleichen, sondern beinhalte eine wichtige kulturelle Neuorientierung, indem Jean auch das Anderssein als Teil seiner eigenen Subjektivität integriert.
In Kindlers Literatur Lexikon wird der Roman als „monumental“ vorgestellt und im Anschluss an drei vorausgegangene Romane, die ebenfalls Mauritius thematisieren – „La quarantaine“ (dt. „Ein Ort fernab der Welt“), „Le chercheur d’or“ (dt. „Der Goldsucher“) und „Voyage à Rodrigues“ – in das „Mauritius-Projekt“ integriert. Zentrales Thema sei die Verbindung von Familien- und Kolonialgeschichte, von primitivem Mythos und kollektiver Vergangenheit. Die Autorin Laetitia Rimpau sieht in den Lebensläufen von Jean Eudes und Jean Gildas Marro gegenläufige Charaktere: „zum einen die Dynamik von Visionären, die Revolutionen verursachen können, zum anderen die Gleichgültigkeit der Entwurzelten, die nur noch davon träumen, verlorene Ideale wiederzufinden“.
Christoph Vormweg sieht in dem Roman ein vielstimmig, einfühlsam und auch eingängig beschriebenes Grenzgängertum, in dem viel menschliche Erfahrung eingefangen werde.
„Nirgends gibt es die Sicherheit einer distanzierten, allwissenden Perspektive. Was zählt, ist allein die individuelle Sicht, sei es die der geraubten Kiambé, die 1817 als Sklavin ins mittlerweile englisch besetzte Mauritius verschleppt wird, wo sie an einem Aufstand teilnimmt; sei es die des Franzosen Le Pelletier, dessen Ehe mit einer Farbigen von den Behörden für ungültig erklärt und der obendrein zur Strafe für seinen Bruch der Kolonialgesetze zwangsdeportiert wird. Durch die Vielzahl von Figuren – nicht nur der Opfer, sondern auch der Täter – erreicht Le Clézio ein hohes Maß an Differenzierung: So treten Sklaven nicht nur als Hilflose auf, sondern auch als Kollaborateure der Machthabenden; und Kolonialisten nicht nur als zynische Ausbeuter, sondern auch als Vorkämpfer für Toleranz und Gleichberechtigung.“ Der Protagonist sei keine Identifikationsfigur in einem exotisch geprägten Unterhaltungsroman, denn Exotik sei für Le Clézio so zerbrochen wie schon zu Jean Eudes Zeiten. Das zeige sich auch in der Schilderung der Insel der Ahnen, wo sich nach dem „Ausbeutungsfuror der Kolonialisten“ nur mit Mühe Spuren aus Catherines Erzählungen identifizieren lassen.